# プレゼンス・クルー
株式会社プレゼンス・クルー（英: Presence crew）は、テレビ番組等の撮影業務を行う制作プロダクション。

## 概要
2015年8月、大手技術プロダクション「ヌーベルバーグ」より独立したテクニカルディレクターの川野和博、カメラマンの井澤和彦と元銀行支店長の酒井武一の3名で立ち上げられた。
2017年には、東京航空局よりドローンの飛行禁止エリアでの撮影許可・承認（東空運第3994号/東空検第1816号）を取得。
2020年11月1日、代表取締役に川野和博が就任

## レギュラー番組
- 「I LOVE みんなのどうぶつ園」（日本テレビ）
- 「ウワサのお客様」（フジテレビ）
- 「和風総本家」（テレビ大阪）
- 「天才!志村どうぶつ園」（日本テレビ）
- 「有吉ゼミ」（日本テレビ）
- 「誰だって波瀾爆笑」（日本テレビ）
- 「幸せ!ボンビーガール」（日本テレビ）
- 「出没！アド街ック天国」（テレビ東京）

など